# イヌコモチナデシコ
イヌコモチナデシコ（学名：Petrorhagia nanteuilii）とは、ナデシコ科イヌコモチナデシコ属の二年草。

## 分布
ヨーロッパを原産地とする。
日本（本州・四国・九州）に帰化している。

## 特徴
茎は直立し、草丈は20-30cmになる。葉は対生。春に淡紅色の花を咲かせる。コモチナデシコと非常によく似ており、見分けるのは極めて困難で、種子の模様でかろうじて区別できる。
道端や草地に生育する。